# Occidenchthonius berninii
Espèce
Synonymes
- Chthonius berninii Callaini, 1983
- Chthonius bauneensis Callaini, 1983
- Chthonius aegatensis Callaini, 1989

Occidenchthonius berninii est une espèce de pseudoscorpions de la famille des Chthoniidae.

## Distribution
Cette espèce se rencontre en Italie en Sardaigne et en Sicile dans les îles Égades et en Espagne aux Baléares à Majorque,.

## Description
Les mâles mesurent de 1,0 à 1,2 mm et les femelles de 1,3 à 1,4 mm.

## Étymologie
Cette espèce est nommée en l'honneur de Fabio Bernini.

## Publication originale
- Callaini, 1983 : Notulae Chernetologicae XI. Il sottogenere Ephippiochthonius in Sardegna. (Arachnida, Pseudoscorpionida, Chthoniidae). Annali del Museo Civico di Storia Naturale Giacomo Doria, vol. 84, p. 401-423 (texte intégral).